# The Nun II
The Nun II is een Amerikaanse horrorfilm uit 2023, geregisseerd door Michael Chaves, met een scenario geschreven door Ian Goldberg, Richard Naing en Akela Cooper uit een verhaal van Cooper. De film is het vervolg op The Nun (2018) en het achtste deel in de The Conjuring Universe-franchise. In de film spelen Taissa Farmiga, Jonas Bloquet en Bonnie Aarons, die terugkeren uit de eerste film, terwijl Storm Reid en Anna Popplewell zich bij de cast voegen. Peter Safran en James Wan keren terug als producenten.

## Verhaal
Wanneer in 1956 in Frankrijk een priester wordt vermoord en het kwaad zich blijft verspreiden, moet zuster Irene opnieuw de confrontatie aangaan met de demonennon Valak.

## Rolverdeling
| Acteur              | Personage          |
| ------------------- | ------------------ |
| Taissa Farmiga      | Zuster Irene       |
| Jonas Bloquet       | Maurice "Frenchie" |
| Storm Reid          | Zuster Debra       |
| Anna Popplewell     | Kate               |
| Bonnie Aarons       | Valak / de non     |
| Katelyn Rose Downey | Sophie             |
| Suzanne Bertish     | Madame Laurent     |
| Natalia Safran      | Zuster Chloe       |
| David Horovitch     | Kardinaal Conroy   |
| Patrick Wilson      | Ed Warren          |
| Vera Farmiga        | Lorraine Warren    |

## Productie
Nog voor de release van The Nun zei producer James Wan in augustus 2017 dat hij ideeën had voor een vervolg en dat dit zou kunnen voortbouwen op de verhaallijn van Lorraine Warren in The Conjuring 2. Ondanks slechte recensies werd The Nun het jaar daarop een financieel succes voor New Line Cinema, waarop producer Peter Safran in april 2019 de productie van een vervolg bevestigde. Slechts een paar dagen later werd Akela Cooper aangenomen als scenarioschrijver; haar script werd later herzien door Ian Goldberg en Richard Naing.
In de daaropvolgende jaren werd het werk aan het filmproject aanzienlijk belemmerd door de COVID-19-pandemie, zodat het vervolg The Nun II pas officieel werd aangekondigd door Warner Bros. op CinemaCon in april 2022. Michael Chaves, die eerder de films The Curse of La Llorona (2019) en The Conjuring: The Devil Made Me Do It (2021) regisseerde in The Conjuring Universe, werd aangenomen als regisseur. Gary Dauberman en Michael Clear zullen uitvoerend produceren.
In april 2022 werd de terugkeer van Bonnie Aarons als de demon-non Valak aangekondigd. Op dezelfde manier zullen Taissa Farmiga en Jonas Bloquet opnieuw de personages uitbeelden die Sister Irene en Frenchie introduceerden in The Nun. Nieuwe toevoegingen aan de cast waren onder meer Storm Reid, Anna Popplewell en Katelyn Rose Downey.
De eerste opnames zijn eind april 2022 gemaakt. Het filmen begon officieel met cameraman Tristan Nyby op 6 oktober 2022 in Frankrijk. De opnames waren aan het einde van het jaar voltooid. In april 2023 werd Marco Beltrami aangekondigd als filmcomponist.